# Едо (штат)
Едо (англ. Edo State) — штат на півдні Нігерії. 22-й за площею і 24-й за населенням штат Нігерії. Адміністративний центр штату — місто Бенін-Сіті.

## Історія
Штат Едо утворений 27 серпня 1991 року, коли штат Бендел був розділений на штати Едо і Дельта.

## Населення
Основні народи: біні (едо), ішан.

## Адміністративно-територіальний поділ
Штат розділений на 18 територій місцевого адміністративного управління:
- Акоко-Едо
- Егор
- Північно-східний Есан
- Центральний Есан
- Південно-Східний Есан
- Західний Есан (Екпома)
- Центральний Ецако
- Східний Ецако
- Західний Ецако
- Ігуебен
- Ікпоба-Окха
- Оредо
- Орхіонмвон
- Північно-Східний Овіа
- Північно-Західний Овіа
- Східний Ован
- Західний Ован
- Ухунмвонде